# Вацы
Вацы (укр. Ваці) — село,
Терешковский сельский совет,
Полтавский район,
Полтавская область,
Украина.
Код КОАТУУ — 5324083904. Население по переписи 2019 года составляло 466 человек.

## Географическое положение
Село Вацы находится в 6 км от левого берега реки Ворскла,
примыкает к селу Марковка.
По селу протекает пересыхающий ручей.
Рядом проходят автомобильная дорога Т-1702 и
железная дорога, станция Никольское в 1,5 км.

## Экономика
- Свинотоварная ферма "ФГ Вацы"

## Объекты социальной сферы
- Школа І—ІІ ст.

## Известные жители и уроженцы
- Ваць, Надежда Матвеевна (1916—?) — Герой Социалистического Труда.